# تیان‌هه-۲

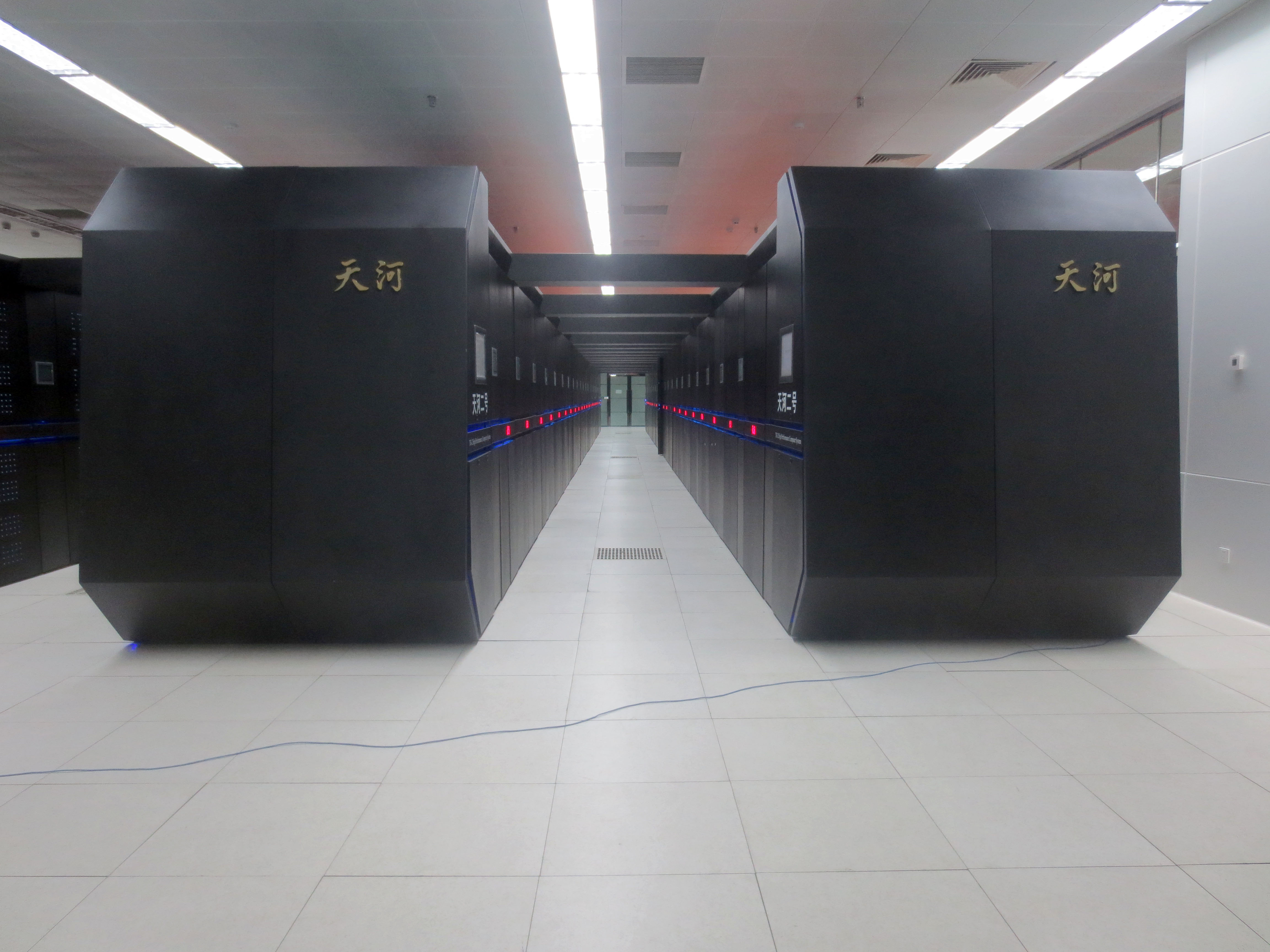
بسیار جذاب و حیرت برانگیز

تیان‌هه-۲ پرسرعت‌ترین رایانه فعلی دنیا است در مرکز ملی کامپیوتر چین در گوانگ‌ژو قرار دارد. قدرت محاسباتی آن ۳۳٫۸۶ پتافلاپ در ثانیه (۳۳ هزار و ۸۶۳ تریلیون محاسبه در ثانیه) است که دو برابر سرعت دومین ابرکامپیوتر پرسرعت دنیا در آمریکا است.